# 耒阳州
耒阳州，中国古代的州。
元朝至元十九年（1282年），升耒阳县置，治所在今湖南省耒阳市。属湖南道。辖境相当今湖南省耒阳市一带。明朝洪武三年（1370年）又降为县。